# 305. Infanterie-Division (Wehrmacht)
Die 305. Infanterie-Division war ein Großverband der Wehrmacht im Zweiten Weltkrieg, welcher insgesamt zweimal aufgestellt wurde.
Die erste 305. Infanterie-Division war von Dezember 1940 bis Januar 1943 aktiv und war zunächst Teil der Besatzungsmacht in Frankreich, bevor sie im April 1942 an die Ostfront verlegt wurde, wo sie als Teil der 6. Armee zunächst an der Schlacht bei Charkiw und der Kesselschlacht bei Kalatsch teilnahm, bevor sie nach monatelangen Kämpfen in der Schlacht von Stalingrad vernichtet wurde.
Der Name „305. Infanterie-Division“ wurde erneut vergeben, und die Division wurde bereits am 17. Februar 1943 erneut aufgestellt. Die zweite 305. Infanterie-Division diente zunächst wiederum als Besatzungsmacht in Frankreich, wurde aber im Sommer 1943 der Heeresgruppe C unterstellt und kämpfte vom Herbst 1943 bis April 1945 an der Italienfront.

## Geschichte

### Aufstellung
Die 305. Infanterie-Division („305. Infanterie-Division“) wurde am 15. Dezember 1940 als bodenständige Division der 13. Aufstellungswelle im Raum Ravensburg (Wehrkreis V) aus je einem Drittel der 78. Infanterie-Division und der 296. Infanterie-Division aufgestellt. Die Division bestand zu diesem Zeitpunkt aus den Infanterie-Regimentern 576, 577 und 578 zu jeweils drei Bataillonen; hierbei begründete sich das Regiment 576 auf ehemaligen Beständen der 78. Infanterie-Division und das Regiment 577 auf ehemaligen Beständen der 296. Infanterie-Division, das Regiment 578 war durchmischt. Zudem erhielt die neue Division auch das Artillerie-Regiment 305, welches mit vier Batterien aus Beständen der Artillerie-Regimenter 178 und 296 gebildet wurde. Aufgrund des Status als bodenständige Division fehlten den unterstellten Formationen der 305. Infanterie-Division mehrere zur offensive Kampfbereitschaft nötige Truppenteile, etwa die Infanterie-Geschütz-Kompanien und Panzerjäger-Kompanien. Außerdem war das Artillerie-Regiment 305 mit lediglich drei statt vier Abteilungen aufgestellt.:89

### Besatzungsaufgaben in Frankreich (Dezember 1940 – April 1942)
Im Mai 1941 wurde die Division dem LIX. Armeekorps der 7. Armee unterstellt, welche als Teil der Heeresgruppe D im vom deutschen Truppen besetzten Frankreich eingesetzt war. Als Teil des LIX. Armeekorps (und zwischen Februar und April 1942 als Teil des XXV. Armeekorps) verblieb die 305. Infanterie-Division bis April 1942 als Besatzungsmacht in der Bretagne.:90

### Umgliederung und Verlegung an die Ostfront (Februar – April 1942)
Die geringe offensive Kampfbereitschaft der 305. Infanterie-Division musste ausgeglichen werden, nachdem die Division am 7. Februar 1942 durch eine Verfügung des AHA von einer bodenständigen Division zu einer Angriffs-Division umgegliedert werden sollte. Zum 1. März 1942 erhielt die Division drei Infanterie-Geschütz-Kompanien, drei Panzerjäger-Kompanien, drei Artillerie-Batterien und die IV. Abteilung des Artillerie-Regiments 305, wodurch die Kampfkraft der Division erhöht wurde.:89
Im April 1942 erfolgte die Verlegung an die Ostfront.:90

#### Charkiw und Kalatsch (April – August 1942)
In der Sowjetunion wurde die 305. Infanterie-Division im Rahmen des VIII. Armeekorps der 6. Armee (Heeresgruppe Süd) bei der Schlacht bei Charkiw und bei der Kesselschlacht bei Kalatsch eingesetzt.:90
Im Mai kam Teilen der Division, welche sich noch im Aufmarsch befand, eine Rolle im deutschen Angriffsstoß nach Isjum zuteil, in welchem sie als eine der Divisionen der nördlichen Angriffsgruppe agierten. Zu dieser Angriffsgruppe gehörten auch die 44. („Hoch- und Deutschmeister“) und 71. Infanterie-Division sowie die 23. Panzer-Division.:40 Gemeinsam mit der in immer größerer Stärke agierenden 305. Division hatte die Wehrmacht insgesamt bis zu 15 Infanterie-Divisionen und zwei Panzer-Divisionen im Sektor vor der sowjetischen Südwestfront, was die sowjetische Lagebeurteilung (12 Infanterie- und eine Panzer-Division) überstieg.:105
Ab dem 12. Mai trafen erste Elemente der 305. Division per Eisenbahn in der Stadt Charkiw ein. Hier traten die Verbände der sowjetischen Südwestfront noch am gleichen Tag zu einer Offensive an, welche sich zur Zweiten Charkiw-Schlacht entwickeln würde.:134 Die 305. Division, immer noch in Teilen im Zug, wurde vom Befehlshaber der 6. Armee, Friedrich Paulus, als Notlösung für mehrere bedrängte Positionen der Wehrmacht verwendet. Eines der Regimenter der 305. Division wurde von Poltawa nach Krasnohrad verlegt, welches von mehreren sowjetischen Großverbänden unter Befehl von Leonid Bobkin bedroht wurde, während die beiden anderen Regimenter in kleinen Wellen aus Charkiw nach Taraniwka verlegt wurden, um die 62. Infanterie-Division zu unterstützen. Hier gerieten Soldaten der 305. Division am 15. und am 16. Mai 1942 in Gefechte mit der rechten Flanke der sowjetischen 411. Schützen-Division, welche zuvor die deutsche 62. Division bedrängt hatte.:160f.

#### Anmarsch nach Stalingrad (3. September – 13. Oktober 1942)
Unter dem Kommando von Generalmajor Kurt Oppenländer war die Division während der Schlacht von Stalingrad dem VIII. Armeekorps unterstellt und verteidigte in der Anfangsphase am 3. September 1942 den Brückenkopf von Kletskaia im Sektor der Ortschaft Kotluban. Dort sollte die 305. Division die 384. Infanterie-Division ablösen, die während der Schlachten östlich des Dons schwere Verluste erlitten hatte. In diesem Korridor zwischen Don und Wolga wurde die Nordflanke der 6. Armee durch eine starke Ansammlung von Verbänden der Roten Armee bedroht.:31–40 Während der ersten Kotluban-Offensive unter General Schukow vom 3. bis zum 12. September 1942 versuchten Teile der 24. Armee und 4. Panzerarmee im Sektor Vertiachii-Samofalowka vergeblich, die starke Verteidigungslinie der 305. und 76. Infanterie-Divisionen zu durchdringen.:48&102
Erst am 13. Oktober 1942 traf die 305. Infanterie-Division auf dem Kriegsschauplatz in Stalingrad ein.:138
Nachdem Hitler die Planungen für eine Offensive in Richtung Astrachan aufgegeben hatte, konnte Paulus seine Verbände in den nördlichen Industriebezirken der Stadt Stalingrad verstärken. Hierzu befahl Maximilian von Weichs, der Befehlshaber der Heeresgruppe B, die 305. und 79. Infanterie-Division aus ihren Stellungen zwischen Don und Wolga heraus, um am 14. Oktober 1942 für den geplanten Großangriff zur Verfügung stehen zu können.:353–355
Obwohl die Division von Paulus als ausgeruht und kampfstark eingeschätzt wurde,:353–355 hatten die Gefechte des Jahres 1942 dem Verband deutliche Verluste zugefügt. Von den neun Infanterie-Bataillonen waren bereits am 14. September 1942 nur noch drei als „stark“ eingeschätzt worden, zwei weitere als „mittel“ und die vier übrigen sowie ein Pionier-Bataillon lediglich als „durchschnittlich“.:137

#### Kämpfe in der Arbeitersiedlung „Traktorenwerk“ (14./15. Oktober 1942)

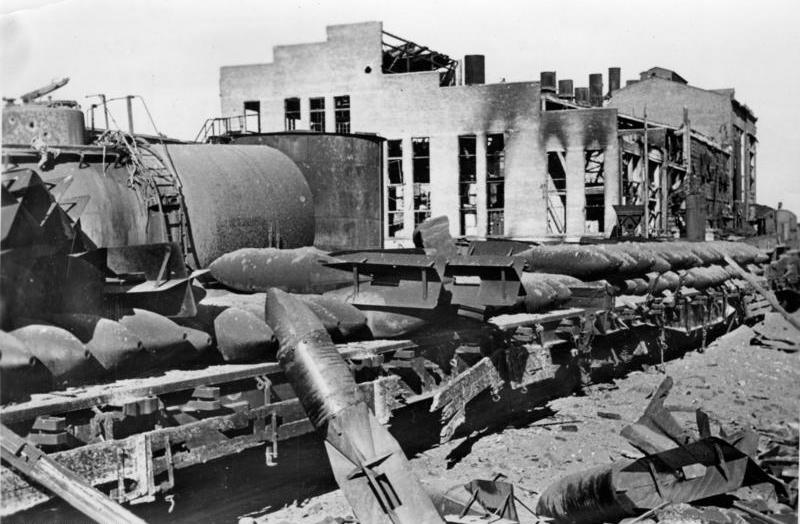
Das zerstörte Stalingrader Traktorenwerk (November 1942)

Die Infanterie-Regimenter 576 und 578 sollten für den Großangriff des 14. Oktober 1942 im Planquadrat 85b4 zum Einsatz kommen, während das Infanterie-Regiment 577 mit Teilen der 24. Panzer-Division kooperieren sollte, um nordöstlich des Schnellhefterblocks über die Zhitorimsk-Balka über die Eisenbahn in Richtung der Ziegelei und den Südsektor des Stalingrader Traktorenwerks vorzustoßen. Die sowjetischen Verteidiger in diesem Sektor gehörten zur 62. Armee unter Wassili Tschuikow.:375–384
Der Angriff begann am Montag, den 14. Oktober 1942 mit großem Artilleriefeuer und mit Bombardierungen durch 1250 Kampfflugzeuge (hauptsächlich Stukas). Als Teil der darauffolgenden Infanterie- und Panzerkeile versuchten die Soldaten der 305. Infanterie-Division, die Stellungen der sowjetischen 37. Garde-Schützendivision zu überrennen. Mit Unterstützung der Kampfpanzer drangen die deutschen Verbände in die Schützengräben der 37. Division ein, heftige Häuserkämpfe entbrannten im gesamten Sektor. An der Zhitomirsk-Straße wurde das 90. Schützen-Regiment der 95. Schützen-Division von der 37. Division abgetrennt und vernichtet, wiederholt schafften es die 305. und 389. Infanterie-Divisionen, sowjetische Gardeschützen einzukesseln.:375–386
Nach schweren Kämpfen erreichten die Truppen der 305. Infanterie-Division gegen 15 Uhr eine Häuserreihe im Planquadrat 96d4 und waren damit noch etwa 100–300 m vom Traktorenwerk entfernt. Der nächste Angriffsstoß wurde auf die Nacht vom 14. auf den 15. Oktober festgesetzt; bis dahin mussten die deutschen Marschwege zur Ziegelei gegen sowjetische Gegenstöße verteidigt werden.:375–386 Die Verluste der 305. Infanterie-Division betrugen am 14. Oktober 1942 84 Gefallene, 283 Verwundete und 15 Vermisste.:782
In der Nacht vom 14./15. Oktober drang das Infanterie-Regiment 577 in die Ziegelei ein, eroberte einen Teil der Erdöltanks und erreichte das Wolgaufer. Nachdem die Südhälfte des Traktorenwerks in den frühen Morgenstunden von deutschen Truppen erobert worden war, folgte der Nordteil gegen 09:00 Uhr am 15. Oktober. Im Nordsektor standen nun das Regiment 576 der 305. Division gemeinsam mit dem Infanterie-Regiment 546 der 389. Division. Die beiden anderen Regimenter der 305. Division standen im Südsektor des Traktorenwerks (Regiment 578) bzw. in der Ziegelei (Regiment 577). Ein weiterer Vormarsch war aufgrund sowjetischen Artilleriefeuers vom Ostufer der Wolga nicht möglich.:393–396
Die Kämpfe des 15. Oktober waren durch schwere Gefechte in den zerstörten Fabrikhallen des Traktorenwerks geprägt, wo die Regimenter 576 und 578 die 14. Panzer-Division unterstützten, während Regiment 577 weiter in der Ziegelei kämpfte. Hierbei konnte ein wichtiger Anleger der Roten Armee am Westufer der Wolga erobert werden, wodurch die Verbindung zwischen der sowjetischen Gruppe Gorochow und dem Rest der 62. Armee unterbrochen werden konnte. Südlich des Traktorenwerks kämpfte das Regiment 577 gemeinsam mit Teilen der Kampfgruppe Schulte der 24. Panzer-Division auf den Bahngleisen nördlich der Geschützfabrik „Barrikaden“ und drangen auf die Straße Pribaltiskaja vor. Als Reaktion auf den deutschen Vorstoß wurde die 95. Schützen-Division beauftragt, die Nordzugänge der Geschützfabrik „Barrikaden“ zu blockieren. Am Tagesende meldete die Rote Armee Verlustquoten von 75 % der Mannschaftsstärke bei der 37. Garde-Schützendivision und 95. Schützen-Division; die überlebenden Rotarmisten setzten den Widerstand jedoch fort.:393–396

#### Kämpfe in der Geschützfabrik „Barrikaden“ (16.–31. Oktober 1942)
Um die Erfolge seines LI. Armeekorps vom 14./15. Oktober 1942 auszubauen, befahl der kommandiere General des Korps, Walther von Seydlitz-Kurzbach, eine Reorganisation seiner Truppe und einen erneuten Angriff gegen die Linien der sowjetischen 62. Armee nördlich der Geschützfabrik „Barrikaden“. Die 305. Infanterie-Division erhielt hierbei den Auftrag, gemeinsam mit den 14. und 24. Panzer-Divisionen die Geschützfabrik zu erobern; die 389. Infanterie-Division wurde im Traktorenwerk zur Bekämpfung überlebender sowjetischer Verteidiger eingesetzt.:401 In seinen Memoiren erwähnt der sowjetische Oberbefehlshaber Tschuikow den 15. Oktober als Tag der Heranführung „frischer Kräfte“ durch die Deutschen, womit explizit die 305. Division gemeint ist.:199
Am 15. Oktober 1942 wurden per Verfügung des OKH alle „Infanterie-Regimenter“ der Wehrmacht (mit Ausnahme der Jäger- und Gebirgsjäger-Regimenter) zu „Grenadier-Regimentern“ umbenannt,:62 wodurch die 305. Infanterie-Division fortan aus den Grenadier-Regimentern 576, 577 und 578 bestand.:209–213
In der Nacht vom 15. zum 16. Oktober bezogen die Verbände der 305. Division ihre Ausgangsstellungen für den Angriff gegen die Geschützfabrik. Auf der linken Flanke hatten die Regimenter 576 und 578 südlich der Ziegelei den Abschnitt zwischen der Eisenbahnlinie und dem Flussufer einzunehmen und südlich entlang der Straße Pribaltiskaja und dem Lenin-Prospekt anzugreifen. Das Regiment 577 stand auf dem rechten Flügel, wo es gemeinsam mit dem 64. Kradschützen-Bataillon der 24. Panzer-Division von der Straße Tramvainaja aus in Richtung Stadion vorstoßen sollte, um den Südsektor der Geschützfabrik zu nehmen. Zwischen den nun separat eingesetzten Regimentern der 305. Division stand das 36. Panzer-Regiment, die Hauptmacht der 14. Panzer-Division, welche, von den Infanteristen der 305. Division gedeckt, die Eisenbahnlinie stürmen und den zentralen Sektor der Geschützfabrik angreifen sollte.:401
Am 16. Oktober traten die deutschen Verbände zum Angriff an. Im Norden der Geschützfabrik kam es zu Panzergefechten, wobei 16 deutsche Panzer zerstört wurden. Um 16:00 Uhr erreichte deutsche Infanterie nach harten Gefechten gegen sowjetische Verteidiger die mittlere Gasse der Geschützfabrik, während im Nordosten weitere Kämpfe geführt wurden. Im Verlauf des 16. Oktober führte die Rote Armee als Reaktion auf den deutschen Angriff weitere Reserven heran. Bei Sonnenuntergang war die nördliche Hälfte der Geschützfabrik, wo Regiment 576 stand, in deutscher Hand. Regiment 577 hatte die Stellungen der 161. und 241. Schützen-Regimenter der 895. Schützen-Division eingenommen und mehrere eingegrabene Kampfpanzer der sowjetischen 84. Panzer-Brigade zerstört, während Regiment 578 am Lenin-Prospekt in schweren Feuerkämpfen stand.:405–417

In der Nacht vom 16. auf den 17. Oktober ließ Tschuikow die 138. Schützen-Division vom Ost- auf das Westufer der Wolga verlegen, um die Eroberung der Geschützfabrik zu verhindern. Als das zur 138. Division gehörige 650. Schützen-Regiment seine Stellungen bezog, bauten die Rotarmisten ein dichtes Netzwerk von Barrikaden, MG-Stellungen und Befestigungen in ihrem Sektor der Fabrik. In der gleichen Nacht erging ein Befehl von Paulus an Seydlitz-Kurzbach, das LI. Korps wiederum umzugrupperien, um die Reste der Geschützfabrik sowie den Sektor Somorsk als auch den Skulpturny-Park zu erobern. Hierbei sollten die Regimenter 576 und 578 den Ostteil der Fabrik nehmen und die sowjetischen Stellungen am Wolgaufer ausschalten, während das Regiment 577 zum Skulpturny-Park geschickt wurde, um dort die sowjetischen Verteidiger aus ihren Stellungen zu vertreiben.:405–417

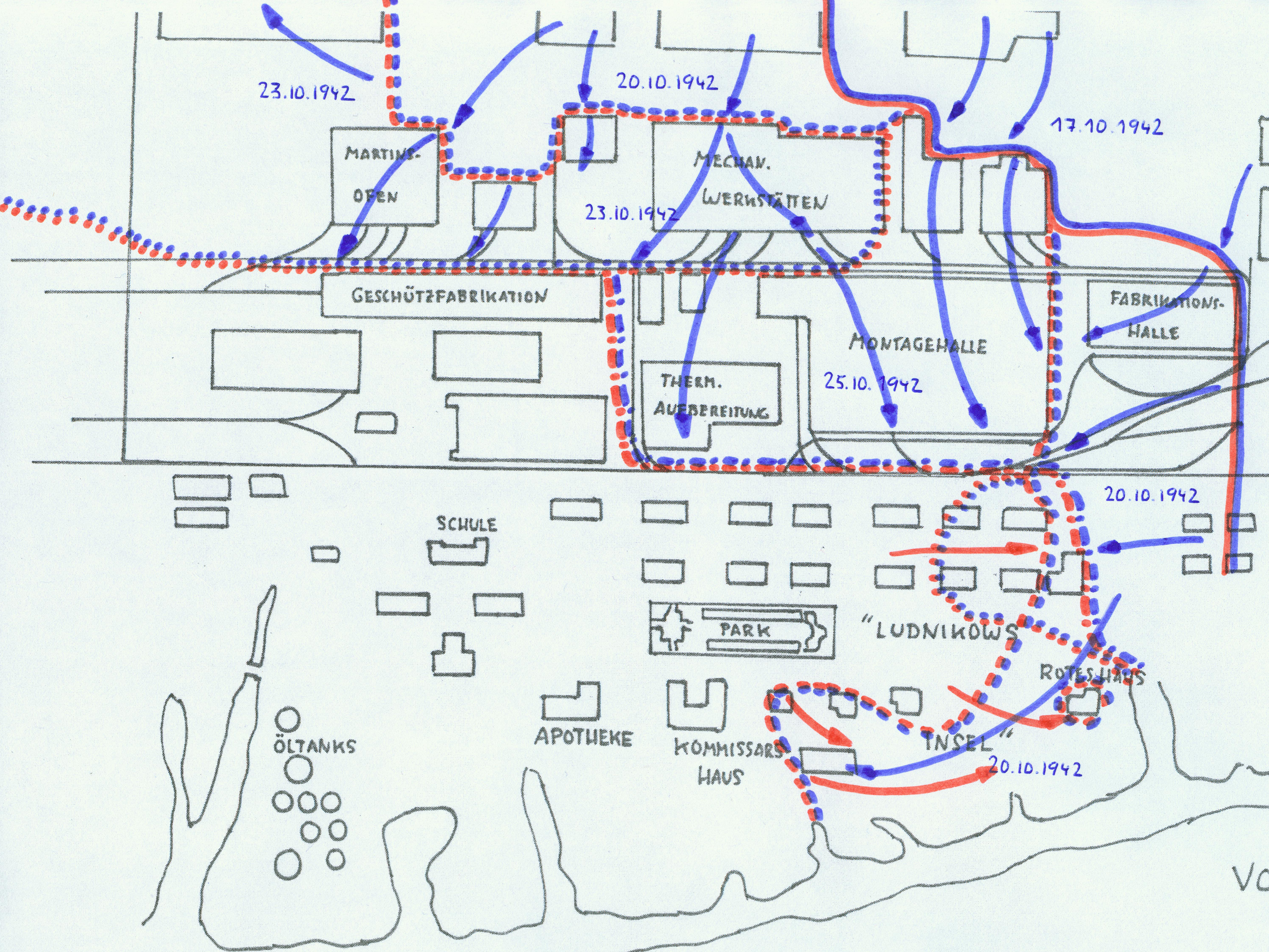
Kämpfe in der Geschützfabrik „Barrikaden“, 17.–25. Oktober 1942

Am 17. Oktober hatten die Regimenter 576 und 578 mit dem heftigen Widerstand der 138. Schützen-Division im Nordostsektor der Geschützfabrik zu kämpfen, während der Südwesten vom Panzergrenadier-Regiment 103 gesichert wurde. Nach einem Geländegewinn von etwa 700 Metern blieb der deutsche Vorstoß im Abwehrfeuer sowjetischer Bunkeranlagen stecken.:405–417
Nach einer erneuten Umgruppierung des LI. Korps gewannen die Kämpfe in der Geschützfabrik am 18. Oktober noch einmal an Härte. In engen Nahkämpfen versuchten die Soldaten der 305. Infanterie-Division, die Verteidiger der 138. und 308. Schützen-Divisionen aus ihren befestigten Stellungen in den umkämpften Fabrikhallen zu vertreiben. Die deutschen Angreifer machten in sehr langsamen Tempo Fortschritte; sowjetisches Artilleriefeuer vom Wolga-Ostufer behinderte die Vorstöße zusätzlich. Im Nordsektor kam es beim Regiment 578 der 305. Division zu heftigen Kämpfen mit dem 768. Schützen-Regiment, während im Südsektor das Regiment 576 das 650. Schützen-Regiment bekämpfte. Die Tagesziele der Wehrmacht wurden nicht erreicht; die Ziegelei und der Kanal südlich der Geschützfabrik verblieben im Besitz der Roten Armee.:421–427 Die deutschen Vorstöße hatten große Verluste als Folge; besonders Offiziere und Unteroffiziere erlitten hohe Verlustquoten.:301
Nachdem starke Regenfälle zwischen dem 19. und 22. Oktober deutsche Vorstöße im Großraum Stalingrad behindert hatten, nutzte die 62. Armee die Gelegenheit für Gegenstöße. Am 19. Oktober wurden die Regimenter 576 und 578 im Nordsektor der Geschützfabrik von den Schützen-Regimentern 344 und 768 stark bedrängt; sowjetische Mörser, Maschinengewehre und Artillerie fügten den deutschen Soldaten beträchtliche Verluste zu. Deutsche Angriffe auf die Hallen 4 und 6, die Montagehalle und Produktionshalle, wurden vom Divisionskommandeur Oppenländer schließlich abgebrochen. Korpskommandeur Seydlitz-Kurzbach befahl seinen Soldaten als Reaktion auf die sowjetischen Gegenstöße, sich an Ort und Stelle einzugraben.:429–434
Zum 19. Oktober wurden alle neun Bataillone der 305. Division, ebenso wie das Pionier-Bataillon, hinsichtlich ihrer Mannstärke als „schwach“ eingestuft; alle Bataillone hatten mittlerweile also weniger als 400 Mann.:460
Aufgrund der gescheiterten Eroberungsversuche der beiden Fabriken wurde die Berichterstattung auf Veranlassung von Reichspropagandaminister Joseph Goebbels zensiert. Speziell wurden die kommunistisch anmutenden Namen in einer Tagesparole des Reichspressechefs vom 22. Oktober 1942 als unerwünscht designiert.:314
Während am 23. Oktober 1942 weiter südlich das LI. Korps zum Angriff gegen das Stahlwerk „Roter Oktober“ antrat, sollten die drei Regimenter der 305. Infanterie-Division weiter nördlich mit improvisierten Kampfgruppen die Kampfhandlungen im Osten der Geschützfabrik fortsetzen. Von Nord nach Süd waren hierbei die Regimenter 577, 576 and 578 aufgestellt, wobei Regiment 578 mit sechs Panzern der 24. Panzer-Division unterstützt wurde und damit den kampfstärksten Verband darstellte. Die Stärkemeldung der Division, welche die Kampfkraft noch mit 3.345 Soldaten bezifferte, war jedoch höchstwahrscheinlich weit übertrieben.
Mehrere Spähtrupps der 305. Division scheiterten bei dem Versuch, die sowjetischen Verteidiger ans Wolgaufer zurückzudrängen; in einem sowjetischen Gegenangriff ging die Montagehalle (Halle 4) vollständig in sowjetischen Besitz über, was auch durch zahlreiche reaktive Luft- und Bodenangriffe nicht ungeschehen gemacht werden konnte. Um 12:30 Uhr erhielt das Hauptquartier der 6. Armee Meldung, dass die 305. Infanterie-Division nicht länger in der Lage sei, größere Angriffe durchzuführen.:468–489
Trotz dieser Meldung wurde aus dem Hauptquartier der 6. Armee für den 24. Oktober eine Wiederholung der Angriffe des Vortages befohlen. Teile der Mechanischen Werkhalle (Halle 6b) wurden von Truppen der 305. Division erobert, aber die sowjetischen Schützen-Regimenter 344, 650 und 768 setzten sich wiederum für mehrere Stunden in Abwehrstellungen fest, bis ein Durchbruch der Regimenter 577 und 578 die Kontrolle über die Hallen 4 und 6b sichern konnten. Während des deutschen Durchbruchs befahl Major Ustinow, der Kommandeur des sowjetischen 895. Schützen-Regiments, einen Katjuscha-Beschuss seines eigenen Gefechtsstands, um den Vormarsch der Wehrmachtssoldaten aufzuhalten. Zum Tagesabschluss meldete General Oppenländer wiederum die Unfähigkeit der 305. Infanterie-Division, weitere Angriffsstöße durchzuführen.:492–500
Am 25. Oktober schafften es die Soldaten der 305. Division, die sowjetische 138. Schützen-Division sowie das 339. Schützen-Regiment der 308. Schützen-Division ostwärts an die Ränder der Geschützfabrik zurückzudrängen. Versprengte sowjetische Schützen waren jedoch auf den Ebenen der schwer beschädigten Fabrikhallen verteilt und behinderten die freie Bewegung der Soldaten erheblich. In seinem Bericht vermerkte der Befehlshaber der 62. Armee, General Tschuikow, dass er die deutsche Infanterie nicht länger für fähig erachtete, den Nahkampf gegen die Rotarmisten lange weiterzuführen.:492–500
Am 26. Oktober wurde die Kampfstärke der Bataillone der 305. Division erneut negativ korrigiert; diesmal wurden vier der neun Bataillone als völlig erschöpft (unter 300 Mann) eingestuft, während die anderen fünf sowie das Pionier-Bataillon 305 weiterhin „schwach“ waren.:503 Im Lagebericht des OKH vom 28. Oktober 1942 wurden die 305. und 79. Infanterie-Division für ihre Geländegewinne innerhalb der Restteile des Werkes „Roter Oktober“ gelobt.:330f.
Zwischen dem 28. und 29. Oktober 1942 drangen deutsche Infanteristen mit Maschinenpistolen in die Straße Nowoselskaja östlich der Geschützfabrik vor und gelangten in kleinen Gruppen bis zum Wolgaufer, wo sie im Nahkampf vernichtet wurden. Die 305. Infanterie-Division berichtete von 300 Gefallenen und einer aktuellen Infanteriestärke von 1200 Soldaten.:512&518
Am 1. November 1942 wurde der Divisionskommandeur Oppenländer durch Oberst Bernhard Steinmetz als Divisionskommandeur abgelöst.

#### UnternehmenHubertus(11.–19. November 1942)

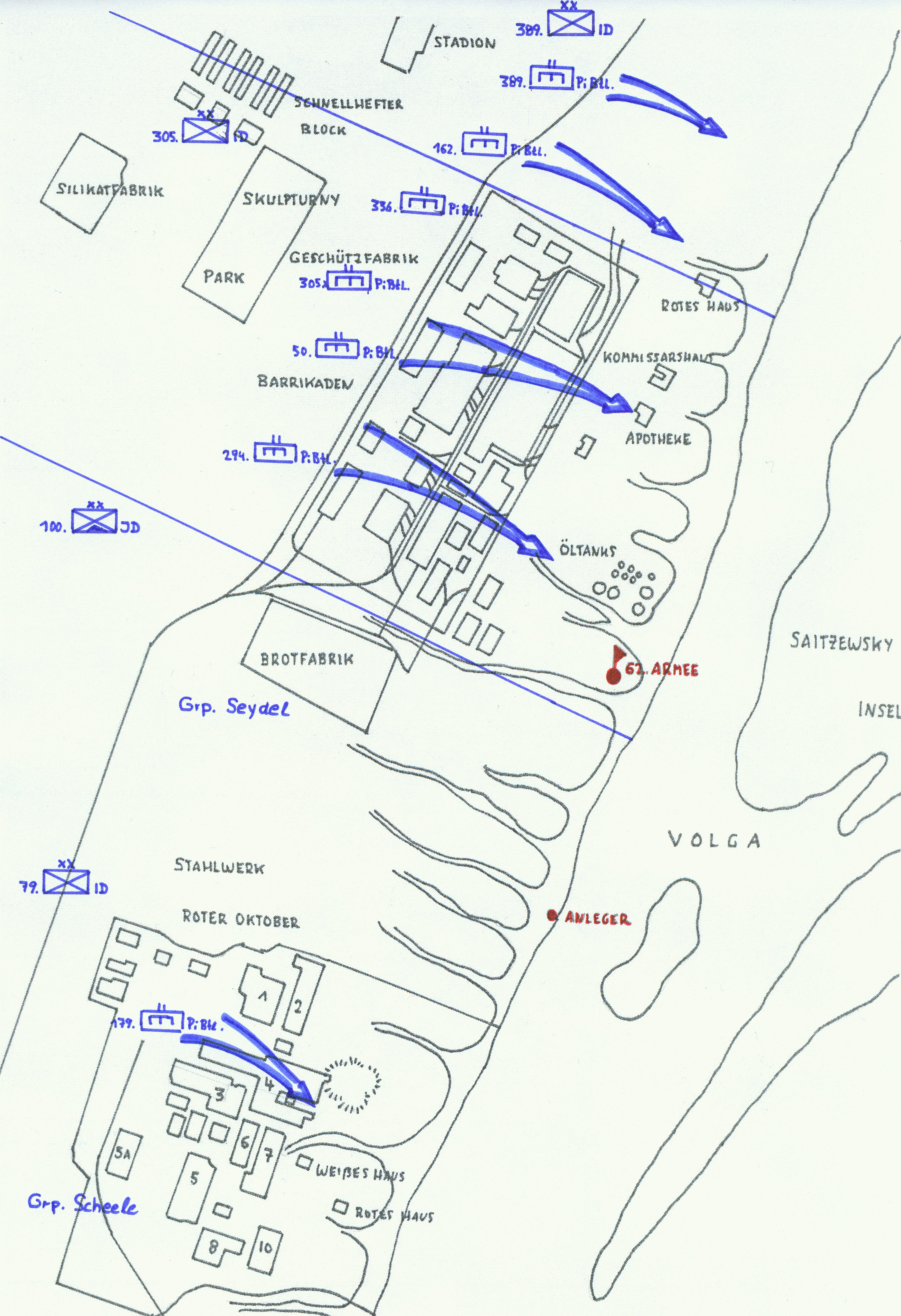
Unternehmen Hubertus, deutscher Angriffsplan; das Hauptquartier der 305. Infanterie-Division ist auf der Karte sichtbar.

Die langsamen und verlustreichen deutschen Fortschritte sowie der nahende Winter 1942/43 sorgten im Hauptquartier der Heeresgruppe Süd für Unruhe. Abhilfe erhofften sich die deutschen Befehlshaber vom Unternehmen Hubertus, dem letzten großangelegten Versuch, die sowjetischen Verteidiger vom Westufer der Wolga zu vertreiben und damit Stalingrad zu sichern. Hierzu wurden alle Pionier-Bataillone der Heeresgruppe B herangezogen, auch das Pionier-Bataillon 305 der 305. Infanterie-Division.:24f. Während des Unternehmens Hubertus würden 5 der 12 Divisionen des LI. Armeekorps (79., 94., 305., 389. Infanterie-Divisionen und 100. Jäger-Division) insgesamt 9409 Verluste erleiden.:657–662
In der ursprünglichen Planung für Hubertus und die damit verbundene Beseitigung der letzten sowjetischen Brückenköpfe am westlichen Wolgaufer im November 1942 wollte Paulus ursprünglich die stark abgenutzte 305. Infanterie-Division durch die 24. Panzer-Division ersetzen. Diese Pläne wurden mangels Reserven revidiert und die 305. Division erhielt nach Verstärkung durch Sturmpionier-Bataillone den Auftrag, den Bereich von der Fabrik „Barrikaden“ bis zum Wolgaufer im Norden der Landezone der 62. Armee zu erobern. Dazu wurde die 305. Infanterie-Division durch zwei Pionier-Bataillone, ein Sturmgeschütz-Bataillon und eine Panzerschwadron der 24. Panzer-Division verstärkt.:611–621
Am 10. November 1942 wurde die gesamte Geschützfabrik „Barrikaden“ von deutschen Truppen eingenommen; nur im Abschnitt hinter der Fabrik und am Wolgaufer befanden sich noch Stellungen der 62. Armee. Am 11. November 1942 ging die 305. Infanterie-Division für ihren letzten Großangriff in Stalingrad vor, wobei die Sturmpioniere die Vorhut bildeten.:634&644

An der rechten Grenze ging Regiment 577 am 11. November 1942 zusammen mit Pionier-Bataillon 336 gegen die Schützen-Regimenter 344 und 650 vor, Regiment 578 gegen die Hauptmacht der 138. Schützen-Division und Regiment 576 in der Mezenskaja-Straße gegen Truppen der 95. Schützen-Division. Insgesamt fünf Grenadier-Regimenter der 305. und 389. Divisionen erkämpften sich ihren Weg in Richtung Wolga durch abschüssiges Gelände voller Trümmer. Hierbei rückte die 305. Division im Zentrum und auf dem rechten Flügel vor, um die sowjetischen Erdöltanks am Flussufer zu zerstören. Das Regiment 577 und das Pionier-Bataillon 336 sollten südlich der Ziegelei die sowjetischen Truppen bis zum Haus Nr. 78 zurückwerfen, machten jedoch nur geringe Fortschritte. Etwa 400 Meter vom Flussufer entfernt hatten sich Verbände der Roten Armee in einer Apotheke und dem Kommissarshaus verschanzt, wobei sich im letzteren das Hauptquartier der sowjetischen 308. Schützen-Division unter Iwan Iljitsch Ljudnikow befand. Durch einen Überraschungsangriff konnte das Regiment 578 in hohem Tempo in die Umgebung der Apotheke gelangen, aber die sowjetische Verteidigung um das Kommissarshaus und damit das Divisionshauptquartier der 308. Division hielt den Angriffen des Pionier-Bataillons 50 stand. Bei Nachteinbruch berichtete die 305. Division, sie hätte 2.000 sowjetische Soldaten östlich der Geschützfabrik eingekesselt und beabsichtige deren Vernichtung. Zwar hatten die Wehrmachtssoldaten drei Gebäude auf insgesamt 400 Quadratmetern erobert und einen Keil zwischen die sowjetischen Division 95 und 138 getrieben, jedoch hatten die 305. und 389. Division dafür insgesamt 445 Verluste zu beklagen, was die ohnehin geringe Kampfstärke der Verbände weiter verringerte.:646–655

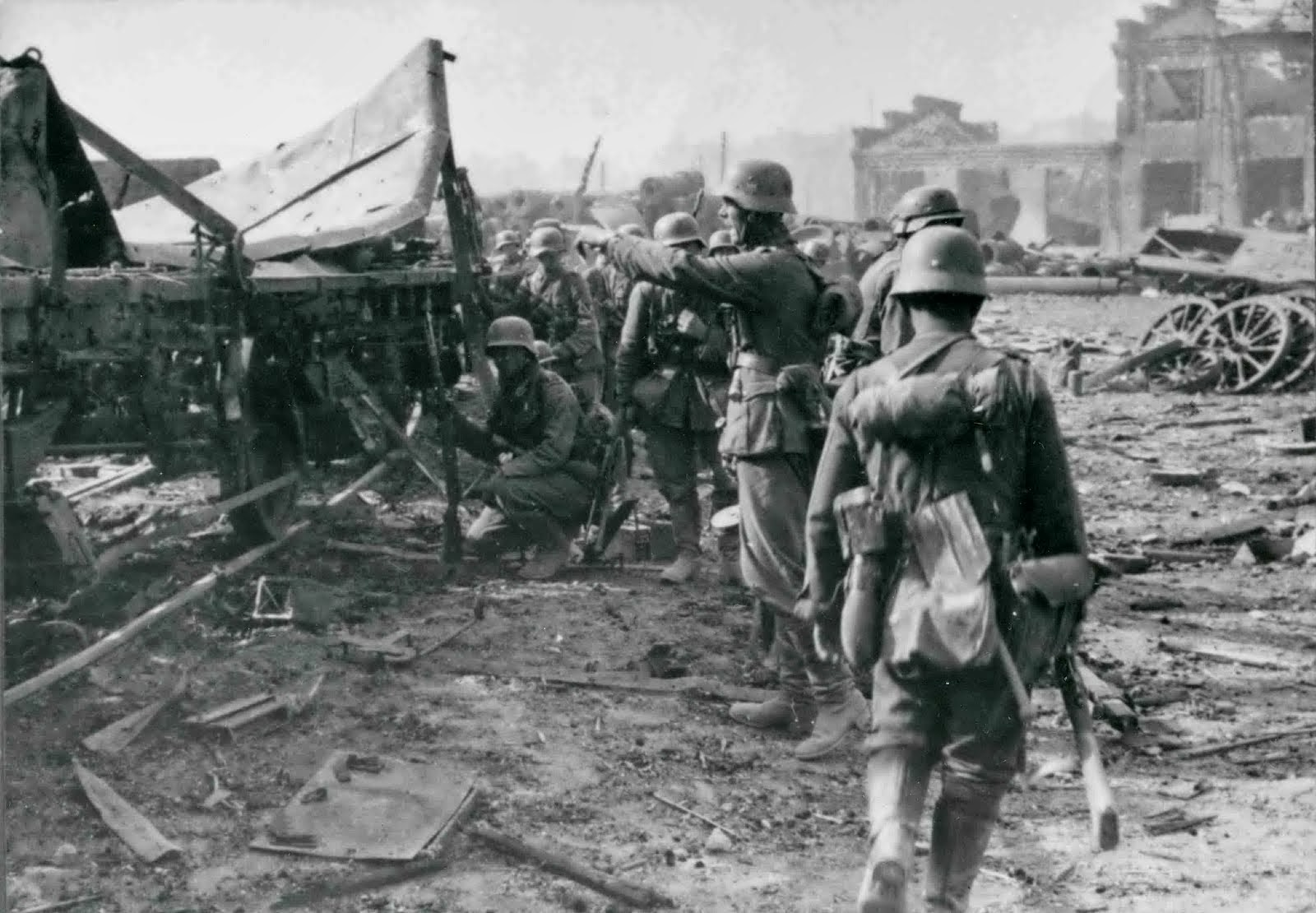
Soldaten der Division bei Stalingrad, 12. November 1942.

Am 12. November konnte die Kampfkraft der Angriffe des Vortages nicht wiederholt werden; kleinere Spähtrupps im Bereich der Öltanks wurden durch sowjetische Gegenangriffe bedrängt, wobei die 305. Division an diesem Gefechtstag 21 Tote und 21 Verwundete erlitt. Das Regiment 578 wurde wiederum verstärkt, um den Angriff auf das Kommissarhaus zu wiederholen, welches wegen seiner immer heftigen Bedrängung durch deutsche Verbände mittlerweile als „Ljudnikows Insel“ bezeichnet wurde.:657–662

Am 13. November gingen die Kämpfe gegen die eingezwängte sowjetische 138. Schützen-Division weiter. Das Bataillon II./578 (Major E. Rettenmaier) führte von der Apotheke und von Haus Nr. 79 aus einen Angriff gegen Ljudnikows Insel. Im Verlauf des Kampftages hatten die Deutschen vier weitere Gebäude erobert, bis schließlich auch das Kommissarshaus selbst durch Soldaten des Regiments 578 eingenommen werden konnte.:664–667

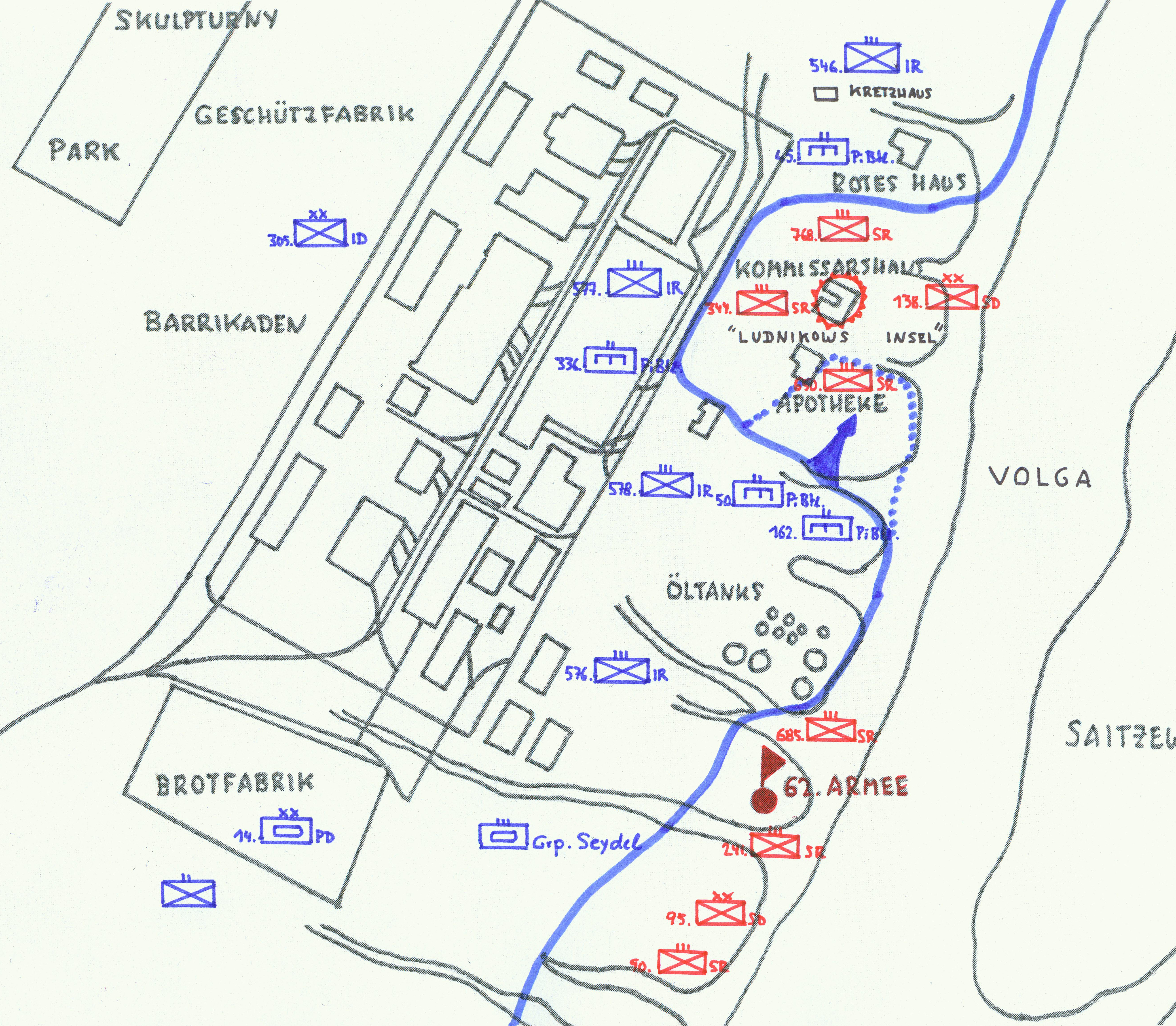
„Ljudnikows Insel“; gut erkennbar sind die 305. Infanterie-Division sowie die zugehörigen Regimenter 576, 577 und 578.

Der Versuch, am 14. November 1942 vom Kommissarshaus zum Ufer der Wolga vorzustoßen, scheiterte am Abwehrfeuer der sowjetischen Infanterie und am Unterstützungsbeschuss der Artillerie am anderen Ufer des Flusses. Der Geländegewinn des 14. November betrug weniger als 10 Meter, bevor der Angriff wegen hoher Verluste am Abend abgebrochen werden musste.:664–667
Bis zum 19. November wechselten einige Häuser entlang der Frontlinie den Besitzer, aber entscheidende Durchbrüche wurden in diesen fünf Tagen von keiner der Seiten erzielt.:671–706

#### Ende in Stalingrad (19. November 1942 – 31. Januar 1943)

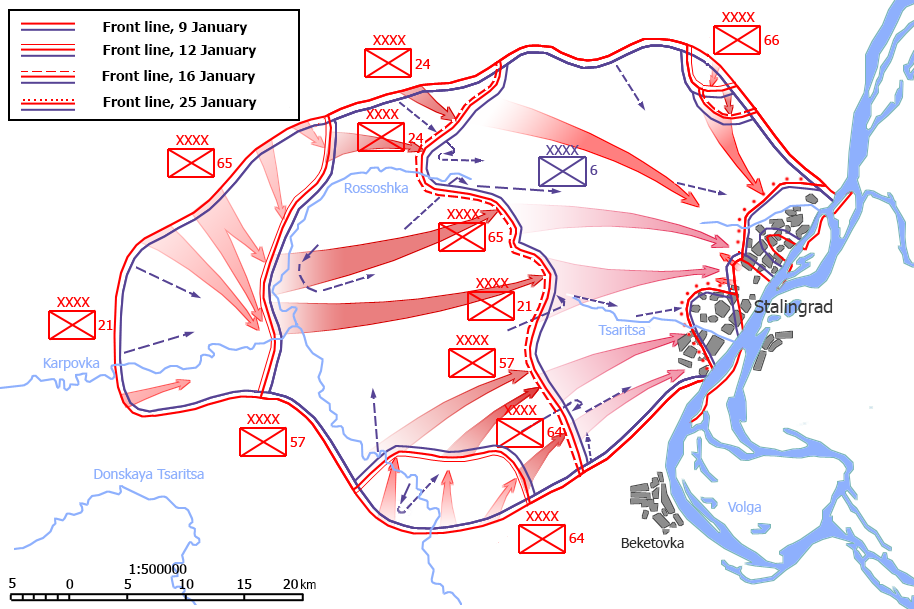
Die sowjetische Operation Koltso ('Ring') sorgte im Januar 1943 für die immer engere Einkesselung der 6. Armee in Stalingrad.

Mit dem Beginn der Operation Uranus am 19. November 1942 setzten mehrere Großverbände der Roten Armee nordwestlich und südöstlich der Stadt Stalingrad zum großen Umfassungsangriff an. Drei sowjetische Heeresgruppen (die Südwestfront und Donfront im Norden und die Stalingrader Front im Süden) durchschlugen beiderseits der Stadt den Flankenschutz der Achsenmächte und vereinigten sich bereits am 22. November bei Kalatsch, womit die gesamte deutsche 6. Armee inklusive der 305. Infanterie-Division sowie Teile der 4. Panzerarmee und zwei rumänische Divisionen im Großraum Stalingrad eingekesselt und von den Linien der Achsenmächte abgeschnitten wurden.:151
Nachdem eine sowjetische Aufforderung an das Hauptquartier der 6. Armee zur Kapitulation von General Paulus am 8. Januar abgelehnt worden war,:97 trat die sowjetische Donfront am 10. Januar zur Operation Koltso ('Ring') an, um den an der Westflanke der Stadt noch weitläufigen Belagerungsring der Roten Armee eng um die eingeschlossene Rote Armee zu schließen.:35
Der Divisionskommandeur Bernhard Steinmetz gehörte zu den letzten deutschen Offizieren, die Stalingrad im Januar 1943 noch auf dem Luftweg verließen.

### Kapitulation
Nachdem am 31. Januar der südliche Restkessel unter Führung von Paulus kapituliert hatte, folgte der nördliche Restkessel (unter Generaloberst Karl Strecker) am 2. Februar, wodurch auch die Überlebenden der 305. Infanterie-Division zu Kriegsgefangenen der Roten Armee wurden.:160

### Wiederaufstellung 1943

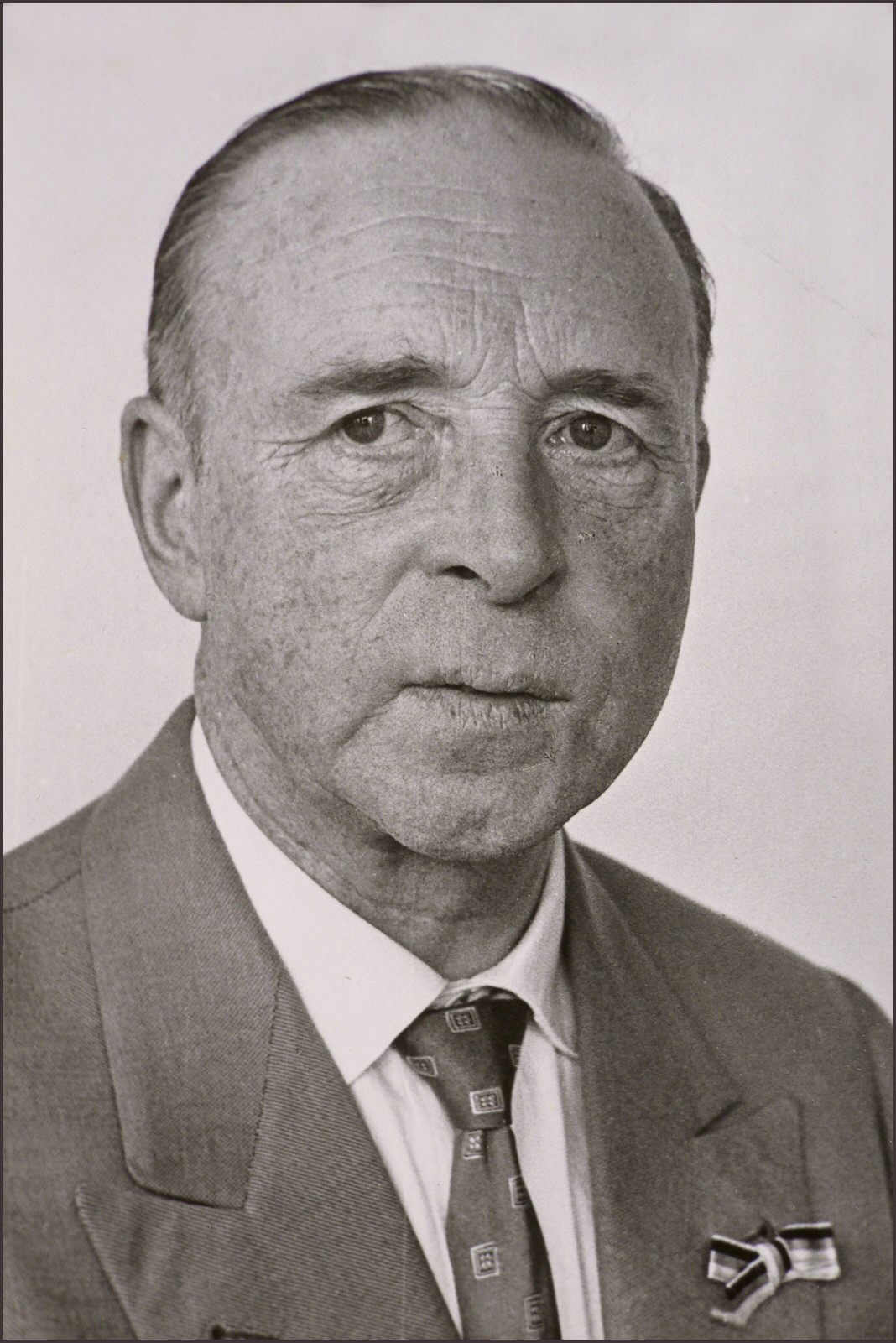
Friedrich Wilhelm Hauck (1959), Divisionskommandeur der 305. Infanterie-Division 1943/44

Bereits mit Verfügung vom 17. Februar 1943 wurde die 305. Infanterie-Division in der Bretagne, zunächst als Teil der 7. Armee und dann der 15. Armee, neu aufgestellt.:90 Hierfür wurde das Personal und die Struktur der verstärkten Grenadier-Regimenter 879 und 880 verwendet. 
Den Befehl über die Division übernahm Friedrich Wilhelm Hauck bis Dezember 1944. Hauck veröffentlichte nach Kriegsende die Divisionsgeschichte.

### Italien 1943
Nach der Niederlage im Tunesienfeldzug, der westalliierten Landung auf Sizilien (Operation Husky) und der Absetzung des italienischen Diktators Benito Mussolini versetzte die Wehrmacht ab Juli/August 1943 verstärkt deutsche Einheiten in Alarmbereitschaft, um auf eine erwartete westalliierte Landung auf dem italienischen Festland reagieren zu können. Die 305. Infanterie-Division wurde zu diesem Zweck ab September 1943 dem LI. Gebirgs-Armeekorps (röm. 51. Geb.-AK) unterstellt, welches nach der alliierten Landung auf dem italienischen Festland und der Veröffentlichung des Waffenstillstands von Cassibile zwischen den Alliierten und der neuen italienischen Regierung unter Pietro Badoglio, sowie der damit verbundenen deutschen Besetzung Italiens (Fall Achse), ihr Hauptquartier bei La Spezia an der Küste Liguriens bezog.
Ab dem 3. September 1943 gingen britisch-amerikanische Verbände in Süditalien an Land. Am 17. September 1943 erhielt der deutsche Oberbefehlshaber Süd, Albert Kesselring, von Hitler den Befehl zum Rückzug auf eine deutsche Verteidigungsstellung in Mittelitalien, die Gustav-Linie.:309

#### Gustav-Linie
Am 30. September 1943 wurde, nach einer Besprechung Hitlers mit Kesselring und Erwin Rommel in Hitlers Hauptquartier Wolfsschanze, die 305. Infanterie-Division als eine von fünf Divisionen zum Einsatz an der Gustav-Linie im Raum Gaeta-Ortona befohlen.:266
Ende Dezember 1943 wurde die Division durch die 5. Gebirgs-Division abgelöst, kurz bevor im Januar 1944 die erste Schlacht um Monte Cassino ausbrach.:339 Die Division bildete Anfang 1944 die weitgehend eigenständige Korpsgruppe Hauck, benannt nach ihrem Kommandeur.:1145

#### Auffrischung in Umbrien
Ab dem 1. Juli 1944 wurde die inzwischen abgekämpfte Division in Umbrien mit großen Teilen der Reste der 94. Infanterie-Division aufgefrischt, welche westlich von Cassino schwerste Verluste erlitten hatte.:131

#### Goten-Stellung
Am 25. August 1944 zog sich die Division auf die so genannte Gotenstellung im Süden Oberitaliens zurück. Hier stand die Division zunächst im Zentralsektor der Front, auf der Straße Arezzo—Cesena nördlich der Stadt Arezzo, welche bereits von der 10. Britisch-Indischen Infanterie-Division kontrolliert wurde.:26
Ab November 1943 und im Jahr 1944 findet sich die Division in wechselnden Unterstellungen. Zunächst beim XIV. Panzerkorps, erneut beim LI. Geb.-AK, dann wieder dem LXXVI. Armeekorps, wieder dem LI. Geb.-AK und erneut dem LXXVI. AK, jeweils bei der 10. Armee.
Im Januar 1945 stand die Division der Heeresgruppe C als Heerestruppe zur Verfügung.:90 Februar und März 1945 lag die Division unter dem Generalkommando des XIV. Pz.-Korps des Kommandierenden Generals General der Panzertruppe Fridolin von Senger und Etterlin im Raum Bologna. Für April 1945 bis zur Kapitulation der Heeresgruppe C am 29. April 1945 mit Wirkung zum 2. Mai 1945, kommt es in der Literatur hinsichtlich der Unterstellung zu Widersprüchen. Während von Senger und Etterlin angibt „Ab Ende Januar (1945) standen so im Bereich des XIV. Pz.Korps von rechts nach links (Anm.: Westen nach Osten): 94. Inf.Div., 157. (später als 8. bezeichnete) Geb.Div., 65. Inf.Div. und 305. Inf.Div. In dieser Gliederung traf das Korps später der Durchbruch.“:356, 361 (Lageskizze 14.4.1945) Und, „Der Angriff vom 14. April (1945) gegen den rechten Flügel des Korps, ..., kam überraschend. ... Die Niederlage nahm unabwendbar ihren Lauf. ... Nachdem die 94. Inf.Div. über den Haufen geworfen war, ... . ... wurde die unerprobte 8. Geb.Div. nach rückwärts mitgerissen. Dagegen verliefen die Absetzbewegungen der ... mir nun wieder unterstellten 305. Inf.Div. planmäßig.“:380–382 findet sich für April 1945 bei Tessin eine Unterstellung unter das I. Fallschirmjäger-Korps bei der 10. Armee.:90 Hier dürfte der Darlegung von Sengers der Vorzug zu geben sein, da die 305. Inf.Div. unter dem Befehl seines Generalkommandos stand. Er hatte aus eigener Anschauung Kenntnis, während Tessin auf die Aktenlage angewiesen blieb, die gegen Kriegsende immer dürftiger und lückenhafter geworden war.
Als im Dezember 1944 der Divisionskommandeur Hauck zum Kommandeur des LXXVI. Armeekorps berufen wurde, ersetzte ihn Oberst Friedrich Trompeter für wenige Tage.:216 f.

### Kapitulation
Bereits Ende Dezember 1944 wurde Friedrich von Schellwitz Kommandeur. Dieser geriet, nach dem Durchbruch der Alliierten bei Bologna Mitte April 1945 im Zuge der alliierten Frühjahrsoffensive, am 23. April 1945 zusammen mit seinem Stab noch südlich des Po in alliierte Gefangenschaft. Die Reste der Division gingen nördlich des Gardasees in Gefangenschaft.

## Kriegsverbrechen
Angehörige der 305. Infanterie-Division waren zwischen Oktober 1943 und April 1945 an mehreren Kriegsverbrechen in Italien beteiligt. Insgesamt werden der Division bis zu 170 Todesopfer zugerechnet.:177 Die meisten Opfer forderte eine Repressalie auf einem Gehöft bei Penetola di Niccone im Gemeindegebiet von Umbertide nördlich von Perugia in Umbrien. Dort wurden am 28. Juni 1944 durch Angehörige des Pionier-Bataillons 305 12 Zivilisten, darunter Frauen und Kinder getötet.

## Offiziere der Division

### Kommandeure
| Dienstzeit                           | Dienstgrad      | Name                     |
| ------------------------------------ | --------------- | ------------------------ |
| 15. Dezember 1940 bis 12. April 1942 | Generalleutnant | Kurt Pflugradt           |
| 12. April bis 1. November 1942       | Generalmajor    | Kurt Oppenländer         |
| 1. November 1942 bis 31. Januar 1943 | Oberst          | Bernhard Steinmetz       |
| 5. März 1943 bis Dezember 1944       | Generalleutnant | Friedrich Wilhelm Hauck  |
| Dezember bis 29. Dezember 1944       | Oberst          | Friedrich Trompeter      |
| 29. Dezember 1944 bis 23. April 1945 | Generalmajor    | Friedrich von Schellwitz |

### Erste Generalstabsoffiziere
| Dienstzeit                                                    | Dienstgrad     | Name                                                                     |
| ------------------------------------------------------------- | -------------- | ------------------------------------------------------------------------ |
| Dezember 1940 bis März 1941                                   | Oberstleutnant | Franz von Bierbauer zu Bernstein                                         |
| März bis Dezember 1941                                        | Major          | Max Freiherr von Schade                                                  |
| Dezember 1941 bis 14. März 1942                               | Oberstleutnant | Kuhn                                                                     |
| März 1942 bis 2. Februar 1943, danach in Kriegsgefangenschaft | Oberstleutnant | Rudolf Paltzo                                                            |
| 15. März 1943 bis 1. März 1944                                | Oberstleutnant | Ludwig-Philipp Graf von Ingelheim, genannt Echter von und zu Mespelbrunn |
| 1. März 1944 bis 1. April 1945                                | Oberstleutnant | Wilhelm Schuster                                                         |
| 1. April 1945 bis 23. April 1945                              | Major          | Wolfgang Lambrecht genannt Spieth                                        |

### Andere
- Major Eberhard Rettenmaier (biographische Daten unbekannt), Bataillonskommandeur II./578; Rettenmaier berichtete als einer der wenigen Augenzeugen von der Einnahme taktisch bedeutsamer Gebäude wie dem Kommissarshaus und der Apotheke östlich der Geschützfabrik „Barrikaden“ im Rahmen der Operation Hubertus im November 1942.[26]:166–177 Rettenmaier verarbeitete seine Erlebnisse im Beitrag Das Ende der 305. „Bodensee“ Division in Stalingrad im Nachkriegsheft Alte Kameraden.[27]
- Oberst Willy Winzer (* 10. August 1894 in Teveren, † 17. Oktober 1942 in Stalingrad), Regimentskommandeur, Grenadier-Regiment 578, Ritterkreuzträger (verliehen postum am 3. November 1942)
„Oberst Willy Winzer, am 10. August 1894 als Sohn eines Zollaufsehers Friedrich W. in Tevern (Kreis Gelsenkirchen, Gau Köln-Aachen) geboren, brach Mitte Oktober an der Spitze seines Grenadier-Regiments bei den Kämpfen um Stalingrad in den Nordteil des Traktorenwerkes ein und stieß gegen zähen feindlichen Widerstand in kühnem Angriff bis an die Wolga durch. Zwei Tage später fiel dieser tapfere Regimentskommandeur an der Spitze seiner Grenadier beim Kampf um die Geschützfabrik.“[28]
- Major Wilhelm Braun (* 6. Februar 1902 in Hasenweiler; † 22. Januar 1943 in Stalingrad), Abteilungskommandeur, II. Btl./Grenadier-Regiment 576, Ritterkreuzträger (verliehen am 20. Januar 1943)[29]
- Oberstleutnant Hans-Georg Brandt (* 4. November 1903 in Grimma; † 4. Januar 1943 in Stalingrad), Regimentskommandeur, Grenadier-Regiment 577, Ritterkreuzträger (verliehen postum am 22. Januar 1943)[30]